# 实会龙王庙
实会龙王庙，位于山西省长治市平顺县北耽车乡实会村，是一处山西省文物保护单位。
2021年8月4日，实会龙王庙公布为第六批山西省文物保护单位，年代为明、清，古建筑类，编号6-174。